# Банепа
Банепа (непальск. भोंत) — городской муниципалитет в Непале, расположенный в Катмандинской долине на расстоянии 26 км к востоку от Катманду, недалеко на восток от Бхактапура. , Согласно переписи 1991 года, в Банепа проживало 12537 в 1956 домах
Город знаменит храмом Чандешвори, который расположен у реки Рудрамати в 16 км к северо-востоку от города. 16 км к югу от города расположен также знаменитый храм Дханешвор. В самом городе находятся храмы Ганеши, Нараяна, Бхимшена, и восемь водоёмов. В городе проводится много праздников, наиболее известные из которых — Чандешвори-джатра, канья-пуджа (ритуал молодых девушек), Навадурга-джатра (праздник ловли рыбы), Ганеш-джатра, Бхимшен-джатра.
На границе муниципалитетов Банепа, Дхуликель и Панаути построен Парк Информационных Технологий.
Исторически, Банепа располагался на торговом пути в Тибет, и теперь «дорога дружбы» между Китаем и Непалом проходит также через Банепа.